# 程村站
程村站是位于中华人民共和国广西壮族自治区柳州市三江侗族自治县程村乡的一个铁路车站，建于1979年，有焦柳铁路经过该站，现仅办理货运业务，不办理客运业务。车站距离月山站1428公里，隶属南宁铁路局，是四等站。